# Phyllocnistis argentella
Phyllocnistis argentella är en fjärilsart som först beskrevs av Bradley 1957.  Phyllocnistis argentella ingår i släktet Phyllocnistis och familjen styltmalar. Inga underarter finns listade i Catalogue of Life.